# Leucania manopi
Leucania manopi är en fjärilsart som beskrevs av Márton Hreblay. Leucania manopi ingår i släktet Leucania och familjen nattflyn. Inga underarter finns listade i Catalogue of Life.